# 1998년 세계 박람회
1998년 세계 박람회(Exposição Mundial de 1998)는 바스쿠 다 가마의 인도항로 발견 500주년을 기념해, "바다, 미래를 위한 유산(Os oceanos: um património para o futuro)"이라는 주제로 포르투갈의 수도 리스본에서 1998년 5월 22일부터 9월 30일까지 개최되었다.